# Ao băng tan

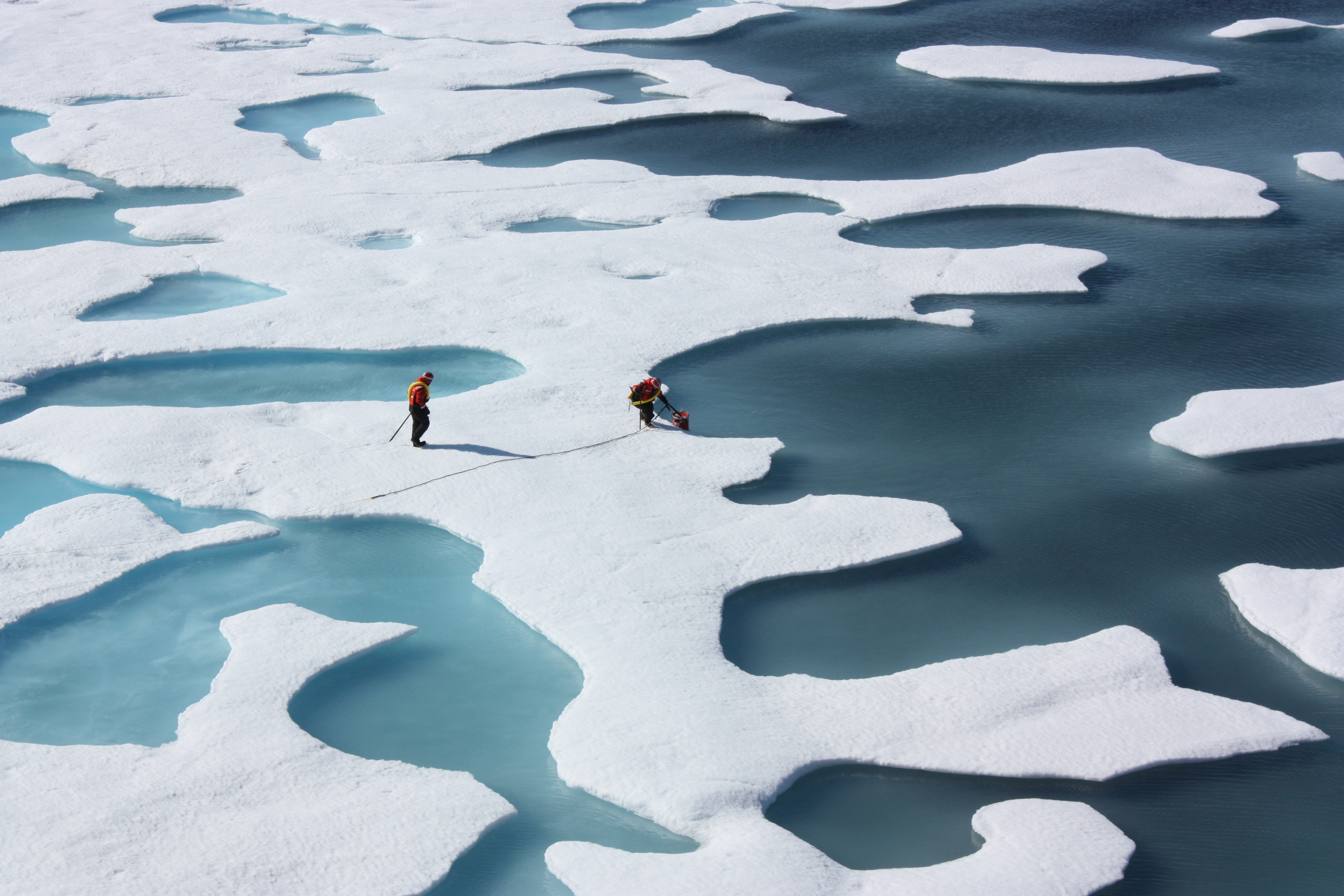
Khi băng tan, nước lỏng tích tụ ở các vùng trũng trên bề mặt và làm sâu chúng, tạo thành những ao băng tan ở Bắc Cực. Những ao nước ngọt này được tách ra khỏi biển mặn bên dưới và xung quanh nó, cho đến khi vỡ trong băng hợp nhất hai.

Ao băng tan là những hồ nước mở hình thành trên băng biển vào những tháng ấm áp của mùa xuân và mùa hè. Các ao cũng được tìm thấy trên sông băng và thềm băng. Ao băng tan cũng có thể phát triển dưới lớp băng.
Ao băng tan thường tối hơn băng xung quanh, và sự phân bố và kích thước của chúng rất khác nhau. Chúng hấp thụ bức xạ mặt trời thay vì phản chiếu nó như băng và do đó, có ảnh hưởng đáng kể đến cân bằng bức xạ của Trái Đất. Sự khác biệt này, chưa được nghiên cứu một cách khoa học cho đến gần đây, có ảnh hưởng lớn đến tốc độ tan băng và mức độ bao phủ của băng.
Ao băng tan có thể tan chảy ra bề mặt đại dương. Nước biển chảy vào ao làm tăng tốc độ tan chảy vì nước mặn của đại dương ấm hơn nước ngọt của ao. Sự gia tăng độ mặn cũng làm giảm điểm đóng băng của nước.
Nước từ các ao băng tan trên bề mặt đất có thể chảy vào các kẽ nứt hoặc cối xay sông băng - các ống dẫn dưới các tảng băng hoặc sông băng - biến thành nước băng tan. Nước có thể chạm đến đá bên dưới. Hiệu ứng này là sự gia tăng tốc độ dòng chảy băng đến các đại dương, vì chất lỏng này hoạt động giống như một chất bôi trơn trong trượt đáy của sông băng.

## Ảnh hưởng của ao băng tan
Tác động của ao băng tan rất đa dạng (tiểu mục này đề cập đến ao băng tan trên các dải băng và thềm băng). Nghiên cứu của Ted Scambos, thuộc Trung tâm dữ liệu băng tuyết quốc gia Hoa Kỳ, đã ủng hộ lý thuyết nứt gãy nước tan chảy cho thấy quá trình tan chảy liên quan đến các ao băng tan có ảnh hưởng đáng kể đến sự tan rã của thềm băng. Sự tan chảy theo mùa  tạo thành ao và thâm nhập dưới sông băng cho thấy sự tăng tốc và sự giảm tốc theo mùa của các dòng băng ảnh hưởng đến toàn bộ dải băng. Thay đổi tích lũy bằng cách tạo ao trên các dải băng xuất hiện trong hồ sơ trận động đất ở Greenland và các sông băng khác: "Các trận động đất dao động từ 6 đến 15 lần mỗi năm từ năm 1993 đến 2002, sau đó nhảy lên 20 vào năm 2003, 23 năm 2004 và 32 trong 10 tháng đầu năm 2005." Tạo ao ở trạng thái tột bậc là hồ và hồ kết hợp với sông băng được kiểm tra trong trường hợp cụ thể của lụt Missoula.

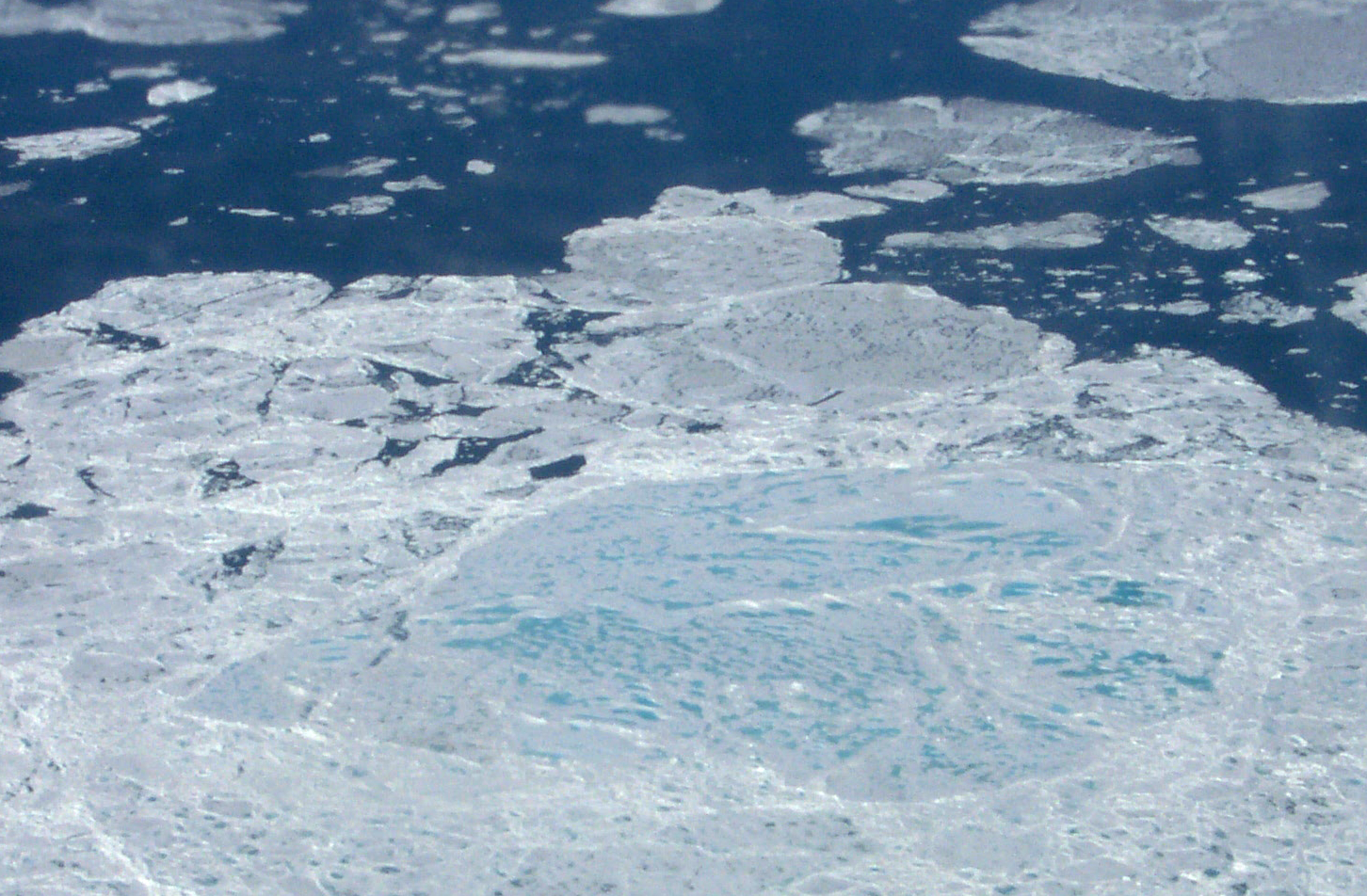
Ao tan chảy trên băng ở vịnh Baffin
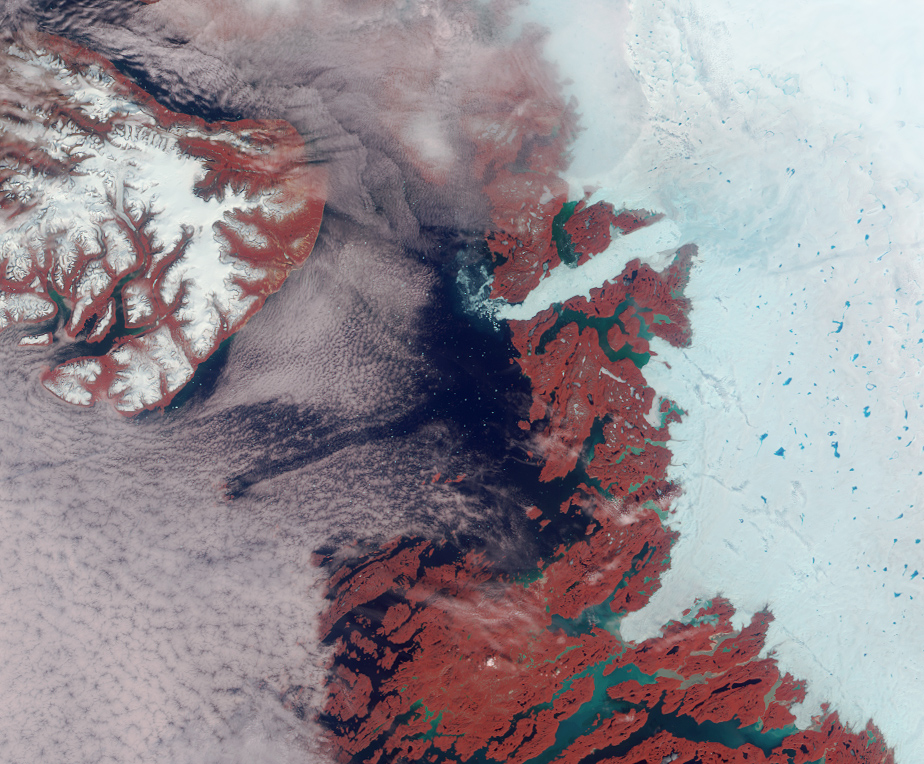
Hình ảnh vệ tinh màu sai này cho thấy các hồ tan chảy màu xanh ở Greenland